# فیلم (نشریه)
ماهنامهٔ سینمایی فیلم مشهور به مجلهٔ فیلم، قدیمی‌ترین، مهمترین و تاثیرگذارترین نشریه ایرانی است. این نشریه با چاپ شماره ۵۸۷ در بهمن ماه ۱۴۰۰ چهل ساله شد. مجله فیلم بیشترین مخاطب را در میان نشریات تخصصی سینما در ایران دارد و از پایدارترین و پر مخاطب‌ترین نشریات ایران با موضوع سینما است. این نشریه در سال ۱۳۶۱ با نام سینما در ویدئو آغاز به کار کرد و از سال ۱۳۶۲ تغییر نام داد. مسعود مهرابی از سال ۱۳۶۱ تا زمان درگذشتش مدیر مسئول و صاحب امتیاز ماهنامهٔ فیلم بود و بعد از آن از شهریور ۱۳۹۹ پویا مهرابی این مسئولیت را بر عهده گرفت. در سال ۱۳۹۲ آرشیو کامل نرم‌افزاری سی سال ماهنامه سینمایی فیلم در شش دی‌وی‌دی وارد بازار شد.

## مجلّهٔفیلمو سینمای ایران
پس از پیروزی انقلابِ ۱۳۵۷ بحث بر سر بودن یا نبودن سینما مطرح بود. اساساً سینمایی وجود نداشت و حتی ویدیو قاچاق محسوب می‌شد و نگهداری ویدیو جرم محسوب می‌شد. در ابتدای دهه شصت با تولد این نشریه و تأثیر آن بر نسل‌های پس از خود تأثیر انکار ناپذیری در حیات و تداوم سینما در ایران داشت. مسعود مهرابی ده سال و تا شماره ۸۹ با دریافت مجوزهای تک شماره با چاپ و انتشار مجله فیلم در دورانی که نه سینمایی وجود داشت و نه فیلمی خوراک فرهنگی مردم را فراهم می‌کرد. از نسل این نشریه بسیاری از سینماگران و منتقدان مطرح امروز متولد شدند و سینمای ایران مجدد متولد شد. از معروف ترین همکاران این مجله می توان به عباس کیارستمی، آیدین آغداشلو، کیومرث پوراحمد و حامد سلیمان‌ زاده اشاره کرد. مسعود مهرابی در سال ۶۱ مجله فیلم را بنا نهادند.

## نظرسنجی بهترین فیلم‌های ایرانی
از شهریور ۱۳۶۷، این مجله حدود هر ده سال یک‌بار نظرسنجی‌ای با رای منتقدان سینما برگزار می‌کند که در آن بهترین فیلم‌های تاریخ سینمای ایران انتخاب می‌شود.

### ۱۳۶۷ (با ۴۶ رای‌دهنده)
1. گاو
2. آرامش در حضور دیگران
3. رگبار و طبیعت بی‌جان
4. دونده و شاید وقتی دیگر
5. تنگنا و مادیان
6. خشت و آینه
7. گوزن‌ها
8. گزارش

### ۱۳۷۸ (با ۴۷ رای‌دهنده)
1. گاو
2. آرامش در حضور دیگران و گوزن‌ها و سوته‌دلان و طعم گیلاس
3. باشو، غریبهٔ کوچک
4. مسافران
5. خشت و آینه و داش‌آکل و طبیعت بی‌جان

### ۱۳۸۸ (با ۹۲ رای‌دهنده)[۱۱]
1. گوزن‌ها
2. باشو غریبهٔ کوچک
3. سوته‌دلان
4. دربارهٔ الی
5. هامون
6. تنگنا و گاو
7. ناخدا خورشید
8. ناصرالدین‌شاه آکتور سینما
9. آرامش در حضور دیگران و کندو

### ۱۳۹۸ (با ۱۴۰ رای‌دهنده)[۱۲]
1. گوزن‌ها
2. ناخدا خورشید
3. باشو غریبه کوچک
4. دربارهٔ الی
5. هامون
6. جدایی نادر از سیمین
7. سوته‌دلان
8. گاو و اجاره‌نشین‌ها
9. کندو

## نظرسنجی بهترین فیلم جنگی تاریخ سینمای ایران

### اسفند ۱۴۰۱ (با ۵۰ رای‌دهنده)[۱۳]
1. باشو غریبه کوچک
2. آژانس شیشه‌ای
3. سفر به چزابه
4. ملکه
5. لیلی با من است
6. عقاب‌ها
7. دوئل
8. از کرخه تا راین
9. تنگه ابوقریب
10. کیمیا

## نظرسنجی بهترین فیلم تاریخ بنیاد سینمایی فارابی

### بهمن ۱۴۰۲ (با ۴۹ رای‌دهنده)[۱۴]
1. ناخدا خورشید
2. اجاره نشین‌ها
3. هامون
4. شاید وقتی دیگر
5. کلوزآپ
6. سگ کُشی
7. آژانس شیشه‌ای
8. چهارشنبه سوری و درخت گلابی (به طور مشترک)
9. شب‌های روشن
10. عروس آتش

### بهترین کارگردانان
1. داریوش مهرجویی
2. عباس کیارستمی
3. بهرام بیضایی

### بهترین فیلم‌نامه نویسان
1. عباس کیارستمی
2. ناصر تقوایی و داریوش مهرجویی (به صورت مشترک)
3. بهرام بیضایی

### بهترین بازیگران زن
1. سوسن تسلیمی
2. هدیه تهرانی
3. گلشیفته فراهانی

### بهترین بازیگران مرد
1. خسرو شکیبایی
2. هادی اسلامی
3. پرویز پرستویی

### بهترین تدوینگران
1. حسن حسن‌دوست
2. هایده صفی‌یاری
3. عباس گنجوی

### بهترین آهنگسازان
1. حسین علیزاده
2. مجید انتظامی
3. کریستف رضایی

## نظرسنجی بهترین مستندِ نفت تاریخ سینمای ایران

### فروردین ۱۴۰۳ (با ۴۲ رای‌دهنده)[۱۵]
1. موج و مرجان و خارا
2. گاز، آتش، باد
3. جاده نفت
4. چم
5. یک آتش
6. آبادان
7. زندگی نفت
8. چشم انداز
9. از قطره تا دریا
10. خارک

### بهترین کارگردانان
1. ابراهیم گلستان
2. برناردو برتولوچی